# V377 Андромеды
V377 Андромеды (лат. V377 Andromedae), HD 16097 — кратная звезда в созвездии Андромеды на расстоянии приблизительно 533 световых лет (около 163 парсеков) от Солнца.
Пара первого и второго компонентов — двойная затменная переменная звезда типа Алголя (EA). Видимая звёздная величина звезды — от +7,58m до +7,46m. Орбитальный период — около 4,0637 суток.

## Характеристики
Первый компонент (WDS J02363+4012A) — бело-голубая звезда спектрального класса B9. Масса — около 2,2 солнечных, радиус — около 1,697 солнечного, светимость — около 1173,96 солнечных. Эффективная температура — около 10242 K.
Третий компонент — красный карлик спектрального класса M. Масса — около 166,37 юпитерианских (0,1588 солнечной). Удалён на 1,945 а.е..
Четвёртый компонент (WDS J02363+4012B). Видимая звёздная величина звезды — +9,68m. Удалён на 0,3 угловой секунды.